# Saburo Shinosaki
Saburo Shinosaki (篠崎 三郎, Shinosaki Saburo) was een Japans voetballer die als aanvaller speelde.

## Carrière
Shinosaki speelde voor Keio University en Keio BRB. Shinosaki veroverde er in 1937, 1939 en 1940 de Beker van de keizer.

## Japans voetbalelftal
Saburo Shinosaki maakte op 16 juni 1940 zijn debuut in het Japans voetbalelftal tijdens een 2600th National Foundation Festival tegen de Filipijnen. Saburo Shinosaki debuteerde in 1940 in het Japans nationaal elftal en speelde 1 interland.

## Statistieken
| Japans voetbalelftal | Japans voetbalelftal | Japans voetbalelftal |
| Jaar                 | Wed.                 | Dlp.                 |
| -------------------- | -------------------- | -------------------- |
| 1940                 | 1                    | 0                    |
| Totaal               | 1                    | 0                    |